# Josh Acheampong
Joshua Kofi Acheampong, né le 5 mai 2006 à Waltham Forest dans le Grand Londres, est un footballeur anglais qui évolue au poste de défenseur au Chelsea FC.

## Carrière

### Carrière en club
Il remporte Ligue Conférence de l'UEFA avec Chelsea en 2024-25 en ayant disputé 7 matchs.

### Carrière en sélection
Né en Angleterre, Acheampong est d'origine ghanéenne et est éligible pour représenter les deux nations.
À l'été 2023, il participe au championnat d'Europe des moins de 17 ans avec l'équipe d'Angleterre qui termine cinquième du tournoi. Il participe quelques mois plus tard à la coupe du monde dont l'Angleterre est éliminée en huitièmes de finale.
Il fait ses débuts avec l'équipe d'Angleterre des moins de 20 ans le 4 septembre 2024 face à l'Italie.

## Statistiques

### En club
| Saison                | Club                  | Championnat           | Championnat | Championnat | Championnat | Coupe nationale | Coupe nationale | Coupe nationale | Coupe de la Ligue | Coupe de la Ligue | Coupe de la Ligue | Compétition(s) continentale(s) | Compétition(s) continentale(s) | Compétition(s) continentale(s) | Compétition(s) continentale(s) | Coupe du monde des clubs | Coupe du monde des clubs | Coupe du monde des clubs | Total | Total | Total |
| Saison                | Club                  | Division              | M.          | B.          | P.d.        | M.              | B.              | P.d.            | M.                | B.                | P.d.              | Comp.                          | M.                             | B.                             | P.d.                           | M.                       | B.                       | P.d.                     | M.    | B.    | P.d.  |
| 2023-2024             | Chelsea FC            | Premier League        | 1           | 0           | 0           | 0               | 0               | 0               | 0                 | 0                 | 0                 | -                              | -                              | -                              | -                              | -                        | -                        | -                        | 1     | 0     | 0     |
| 2024-2025             | Chelsea FC            | Premier League        | 4           | 0           | 0           | 0               | 0               | 0               | 1                 | 0                 | 0                 | C4                             | 7                              | 0                              | 0                              | 1                        | 0                        | 0                        | 13    | 0     | 0     |
| 2025-2026             | Chelsea FC            | Premier League        | 1           | 0           | 0           | 0               | 0               | 0               | 0                 | 0                 | 0                 | C1                             | 0                              | 0                              | 0                              | -                        | -                        | -                        | 1     | 0     | 0     |
| Total sur la carrière | Total sur la carrière | Total sur la carrière | 6           | 0           | 0           | 0               | 0               | 0               | 1                 | 0                 | 0                 | -                              | 7                              | 0                              | 0                              | 1                        | 0                        | 0                        | 15    | 0     | 0     |